# لاري سيلفرستين
لاري سيلفرستين (بالإنجليزية: Larry Silverstein)‏ مواليد 30 مايو 1931 في بروكلين، نيويورك، نيويورك، الولايات المتحدة، هو رجل أعمال أمريكي. عمل في مجال العقارات جنبا إلى جنب مع والده وأسس شركة سيلفرستين بروبرتيز. اشترى عددا من مباني المكاتب الكبيرة في مدينة مانهاتن في أواخر السبعينات. فاز بمناقصة بناء مركز التجارة العالمي 7. 
بعد وقت قصير من هجمات 11 سبتمبر في سنة 2001، أعلن سيلفرستين نيته إعادة بناء مركز التجارة العالمي على الرغم من النزاع الذي حصل بينه وبين شركات التأمين والذي امتد لعدة سنوات حول ما إذا كانت الهجمات قد شكلت حدثا واحدا أو اثنين وفقا لأحكام وثيقة التأمين والتي تغطى مبلغ أقصاه 3.55 مليار دولار للحدث الواحد.

## الحياة الشخصية
ولد سيلفرستين في بروكلين في سنة 1931 لعائلة يهودية، أحب الموسيقى الكلاسيكية وعزف البيانو. درس في جامعة نيويورك وتخرج في سنة 1952.